# Norra Vånga socken

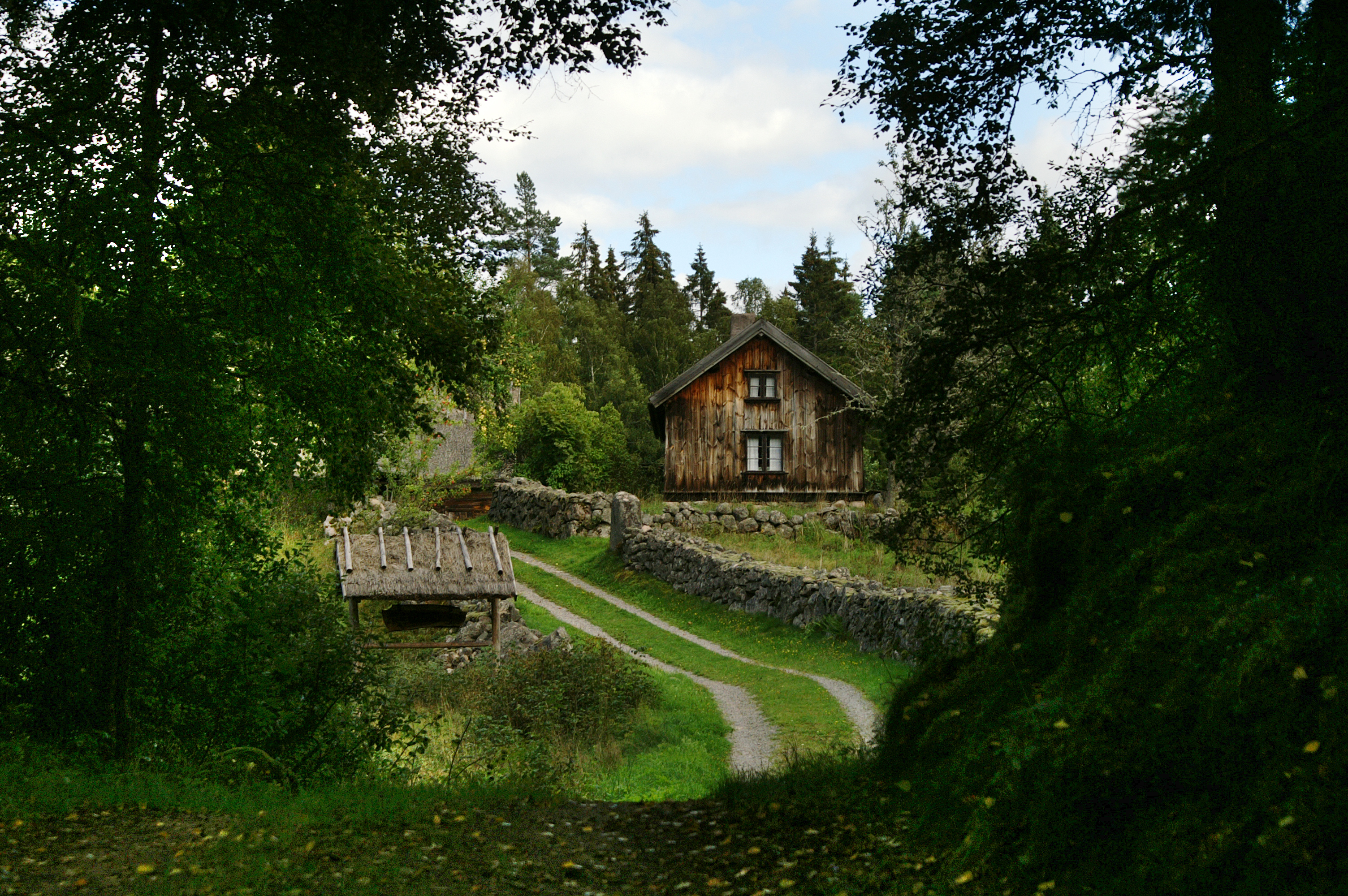
Gården Bastöna i Norra Vånga socken.

Norra Vånga socken i Västergötland ingick i Skånings härad, ingår sedan 1974 i Vara kommun och motsvarar från 2016 Norra Vånga distrikt.
Socknens areal är 83,7 kvadratkilometer varav 82,17 land.  År 2000 fanns här 460 invånare. Sockenkyrkan Norra Vånga kyrka ligger i socknen.

## Administrativ historik
Socknen har medeltida ursprung. Namnet var före 1 januari 1886 Vånga socken (bytet beslutat 17 april 1885). Under medeltiden införlivades Stacketorps socken.
Vid kommunreformen 1862 övergick socknens ansvar för de kyrkliga frågorna till Vånga församling och för de borgerliga frågorna bildades Vånga landskommun. Landskommunen uppgick 1952 i Kvänums landskommun som 1974 uppgick i Vara kommun. Församlingen uppgick 2002 i Kvänums församling.
1 januari 2016 inrättades distriktet Norra Vånga, med samma omfattning som församlingen hade 1999/2000.  
Socknen har tillhört län, fögderier, tingslag och domsagor enligt vad som beskrivs i artikeln Skånings härad. De indelta soldaterna tillhörde Skaraborgs regemente, Skånings kompani och Västgöta regemente, Laske kompani.

## Geografi
Norra Vånga socken ligger sydväst om Skara öster om Vara kring Rösjön. Socknen är i väster en odlad slättbygd på Varaslätten och i öster en mossrik skogsbygd.

## Fornlämningar
Lösfynd från stenåldern har påträffats. Från järnåldern finns åtta gravfält och spridda stensättningar. Gravhögen Lumbers hög ligger här

## Namnet
Namnet skrevs 1257 Vanghum och kommer från kyrkbyn. Namnet innehåller vanger, 'fält, mark'.

## Befolkningsutveckling
Norra Vånga socken och församling motsvarade fram till 2002 samma område och nuvarande distrikt bygger på samma gränser. Det går därför att följa befolkningsutvecklingen över tid för området i och med församlingens tidigare statistik och distriktets tillkomst. Det finns dock ingen befolkningsstatistik mellan 2002 och 2014 då församlingen uppgick i Kvänums församling år 2002 och distrikten infördes först 2016.
| Befolkningsutvecklingen i Norra Vånga socken 1810–2015 | Befolkningsutvecklingen i Norra Vånga socken 1810–2015 | Befolkningsutvecklingen i Norra Vånga socken 1810–2015 | Befolkningsutvecklingen i Norra Vånga socken 1810–2015 | Befolkningsutvecklingen i Norra Vånga socken 1810–2015 |
| ------------------------------------------------------ | ------------------------------------------------------ | ------------------------------------------------------ | ------------------------------------------------------ | ------------------------------------------------------ |
|                                                        |                                                        |                                                        |                                                        |                                                        |
| År                                                     |                                                        |                                                        | Folkmängd                                              |                                                        |
| 1810                                                   | 1810                                                   |                                                        | 1 076                                                  |                                                        |
| 1820                                                   | 1820                                                   |                                                        | 1 090                                                  |                                                        |
| 1830                                                   | 1830                                                   |                                                        | 1 376                                                  |                                                        |
| 1840                                                   | 1840                                                   |                                                        | 1 544                                                  |                                                        |
| 1850                                                   | 1850                                                   |                                                        | 1 780                                                  |                                                        |
| 1860                                                   | 1860                                                   |                                                        | 1 916                                                  |                                                        |
| 1870                                                   | 1870                                                   |                                                        | 2 039                                                  |                                                        |
| 1880                                                   | 1880                                                   |                                                        | 1 888                                                  |                                                        |
| 1890                                                   | 1890                                                   |                                                        | 1 654                                                  |                                                        |
| 1900                                                   | 1900                                                   |                                                        | 1 599                                                  |                                                        |
| 1910                                                   | 1910                                                   |                                                        | 1 442                                                  |                                                        |
| 1920                                                   | 1920                                                   |                                                        | 1 372                                                  |                                                        |
| 1930                                                   | 1930                                                   |                                                        | 1 407                                                  |                                                        |
| 1940                                                   | 1940                                                   |                                                        | 1 206                                                  |                                                        |
| 1950                                                   | 1950                                                   |                                                        | 950                                                    |                                                        |
| 1960                                                   | 1960                                                   |                                                        | 820                                                    |                                                        |
| 1970                                                   | 1970                                                   |                                                        | 626                                                    |                                                        |
| 1980                                                   | 1980                                                   |                                                        | 535                                                    |                                                        |
| 1990                                                   | 1990                                                   |                                                        | 473                                                    |                                                        |
| 2000                                                   | 2000                                                   |                                                        | 460                                                    |                                                        |
| 2015                                                   | 2015                                                   |                                                        | 415                                                    |                                                        |
|                                                        |                                                        |                                                        |                                                        |                                                        |